# Айверсон, Альфред
Альфред Айверсон (Alfred Iverson) (14 февраля 1829 — 31 марта 1911) — американский юрист и генерал армии Конфедерации в годы американской Гражданской Войны. Известен в основном неудачной атакой в первый день сражения при Геттисберге.

## Ранние годы
Айверсон родился в городе Клинтон, округ Джонс, (штат Джорджия) в семье Альфреда Айверсона, сенатора от штата Джорджия, горячего сторонника сецессии, и Каролины Гуд Хольт. Сенатор желал военной карьеры для своего сына, поэтому пристроил его в военный институт Тускеги. Айверсон начал военную карьеру в возрасте 17-ти лет, когда началась мексиканская война. Его отец сформировал и снарядил полк джорджианских волонтеров, и юный Айверсон покинул институт, чтобы стать младшим лейтенантом в этом полку. Он оставил службу в июле 1848 года, чтобы стать юристом и подрядчиком. В 1855 его военный опыт помог ему получить назначение лейтенантом в 1-й кавалерийский полк.

## Гражданская война
Когда началась гражданская война, Айверсон уволился из армии США. Президент Дэвис, старый друг его отца, помог ему стать полковником 20-го Северокаролинского пехотного полка, в создании которого Айверсон принимал непосредственное участие. Полк стоял в Южной Каролине, но в 1862 году был переброшен на Вирджинский полуостров, где принял участие в Семидневной битве. Айверсон отличился в сражении при Гэинс-Милл, когда его полк находился в составе дивизии Эмброуза Хилла. Его полк действовал наиболее эффективно и сумел захватить федеральную батарею. Потери были велики и сам Айверсон был серьёзно ранен. Однако, это оказался первый и, фактически последний успех военный карьере Айверсона.
Айверсон выздоровел как раз к началу Мерилендской кампании. В сражении при Южной Горе его полк обратился в бегство вместе со всей бригадой после того, как был смертельно ранен бригадный командир Сэмуэль Гарланд. Через несколько дней в сражении при Энтитеме его полк снова побежал, однако Айверсон сумел навести порядок и вернуть полк на поле боя. Через некоторое время, 1 ноября 1862, Айверсон был повышен до бригадного генерала и получил в командование бригаду.
Впервые он командовал своей новой бригадой в сражении при Фредериксберге, однако, бригада стояла в резерве и не была задействована в сражении. Вскоре случился конфликт. Айверсон решил назначить командиром 20 северокаролинского полка своего личного друга (из другого полка), против чего выступили 26 офицеров, которые написали официальный протест. Айверсон собрался было арестовать их всех, но в итоге передумал. В результате его друг не стал полковником, но с новым назначением Айверсон тянул всю зиму.
В сражении при Чанселорсвилле бригада Айверсона участвовала в знаменитом фланговом манёвре корпуса Джексона, а также непосредственно в атаке на фланг XI федерального корпуса. Бригада Айверсона находилась в первой атакующей линии вместе с бригадами Долса и О’Нила, и во время атаки три эти бригады фактически уничтожили целую федеральную дивизию. Потери были велики, сам Айверсон был ранен осколком снаряда. Оставались проблемой отношения с подчиненными. Когда он отправился в тыл за помощью для своего фланга, многие офицеры решили, что он просто испугался. Все его прежние успехи оказались забыты, и все чаще поговаривали, что он стал генералом только из-за своих связей.
В начале Геттисбергской кампании бригада Айверсона имела следующий вид:
- 5-й Северокаролинский пехотный полк, кап. Спейт Вест
- 12-й Северокаролинский пехотный полк, подп. Уильям Дэвис
- 20-й Северокаролинский пехотный полк, подп. Нельсон Слоу
- 23-й Северокаролинский пехотный полк, полк. Дэниель Кристи

Когда 1 июля 1863 года дивизия Роудса шла от Хейдлерсберга к Геттисбергу, бригада Айверсона была первой в колонне (предположительно). Выйдя к Геттисбергу, Роудс развернул бригады на высоте у Дубового хребта. Он заметил перемещения федеральных полков и принял это за наступление на его позицию. Роудс решил наступать навстречу, и бригада Айверсона должна была наступать на главном направлении (уже неизвестно, куда именно), под прикрытием бригады О’Нила слева и бригады Даниела справа. У Роудса были сомнения в способностях Айверсона (Он был джорджианцем и не очень хорошо ладил с северокаролинцами), и странно, что в первой линии своей дивизии он поставил именно его бригаду.
Бригада Айверсона начала наступление в идеальном порядке, ровными рядами, «как на параде», по воспоминаниям участников. Роудс, вероятно, нацеливался на позиции бригады Катлера и не заметил полков бригады Генри Бакстера в роще на Дубовом хребте. Люди Бакстера подпустили противника на близкое расстояние, а потом открыли огонь, от которого особенно сильно пострадали левые полки бригады. Северокаролинцы оказались на открытой местности, откуда не могли не атаковать, ни отступать. Они залегли в небольшой низине, и многие сдались. Генерал Робертсон доложил о 1000 пленных и 3-х захваченных знамёнах, рапорты Северовирджинской армии упоминают 308 человек, потерянных пленными, но последняя цифра может быть неточной.

В своем рапорте Айверсон описывал ситуацию так:
Когда я увидел белые платки, а свою бригаду лежащей на позиции, я счел это позорной капитуляцией. Но когда я после обнаружил, что 500 моих людей лежат раненые и убитые ровными рядами, я простил выживших - за исключением одного или двух. Я решил, что они сражались достойно и погибли, и ни один не бежал с поля боя. Нигде еще на этой войне не встречалась подобная храбрость и героизм.
Айверсон не пошёл в наступление вместе с бригадой, за что потом его стали осуждать его подчинённые. Говорили, что он не организовал цепь застрельщиков, что неправильно построил полки (из-за чего бригада оказалась под огнём с фланга), и даже что он был пьян во время сражения. Историк Гарри Пфанц писал, что судя по рапорту Айверсона, обвинения были не вполне справедливы: цепь застрельщиков всё же была, и Айверсон работал над подготовкой бригады к атаке, пытался организовать атаку уцелевшими частями, а впоследствии присоединил уцелевших к наступающей бригаде Рамсера. Но всё это было забыто: Айверсон не повёл лично свою бригаду в наступление, и этого ему не простили.
Генерал Ли временно назначил Айверсона начальником военной полиции, фактически отстранив от командования на поле боя, а в октябре 1863 вообще перевел его из Северовирджинской армии в Джорджию, в кавалерийские части. Он командовал джорджианской кавалерией до февраля 1864 года. В 1864 он командовал кавалерийской дивизией (бывшая дивизия Вильяма Мартина) под началом ген-майора Джозефа Уилера, во время битвы за Атланту. Здесь Айверсону повезло: 31 июля 1864 в небольшом сражении при Саншайн-Черч возле Макона был взят в плен Джордж Стоунман и 500 его кавалеристов. Этот случай принес Айверсону некоторую славу.
Конец войны застал его в Северной Каролине.

## После войны
После войны Айверсон начал бизнес в Маконе, в 1877 переехал во Флориду выращивать апельсины. Он умер в Атланте, и похоронен на кладбище Оакланд.

## В литературе
Айверсон стал персонажем рассказа Дэна Симмонса «Айверсонс Питс». По сюжету выживший при Геттисберге солдат пытается отомстить Айверсону за его бездарное командование.
Айверсон также является прототипом капитана Майкла Айверсона в пьесе Грэма Риза «Ironic Eight»